# جو تينغ
زهو تينغ (بالصينية: 朱挺)، من مواليد 15 يوليو 1985 في داليان في الصين، لاعب كرة قدم صيني.
بدأ مسيرته الكروية مع نادي داليان شيد في عام 2001، ولعب معهم حتى عام 2003، وفي عام 2004 انضم إلى نادي داليان تشاغبو، ولعب معهم 17 مباراة وسجل هدف واحد، ومنذ عام 2005 وهو يلعب مع نادي داليان شيد.
و قد بدأ باللعب مع منتخب الصين لكرة القدم في عام 2006.

## روابط خارجية
- جو تينغ على موقع الاتحاد الدولي (مؤرشف)  (الإنجليزية)
- جو تينغ على موقع قاعدة بيانات كرة القدم.إي يو (الإنجليزية)
- جو تينغ على موقع ناشيونال فوتبول تيمز (الإنجليزية)
- جو تينغ على موقع Soccerway.com (الإنجليزية)
- جو تينغ على موقع أوليمبيديا (الإنجليزية)
- جو تينغ على موقع اللجنة الأولمبية الصينية (الإنجليزية)